# Lekkoatletyczne rekordy igrzysk europejskich
Lekkoatletyczne rekordy igrzysk europejskich – najlepsze wyniki uzyskane przez lekkoatletów w historii igrzysk europejskich. Na chwilę obecną wszystkie rekordy pochodzą z I edycji, która odbyła się w 2015 roku.

## Mężczyźni
| Konkurencja                     | Wynik    | Zawodnik                                                                 | Igrzyska europejskie | Uwagi |
| ------------------------------- | -------- | ------------------------------------------------------------------------ | -------------------- | ----- |
| bieg na 100 metrów              | 10,60 s  | Tomas Benko                                                              | Baku 2015            |       |
| bieg na 200 metrów              | 21,08 s  | Ján Volko                                                                | Baku 2015            |       |
| bieg na 400 metrów              | 45,75 s  | Donald Sanford                                                           | Baku 2015            |       |
| bieg na 800 metrów              | 1:50,16  | Amel Tuka                                                                | Baku 2015            |       |
| bieg na 1500 metrów             | 3:49,69  | Hayle İbrahimov                                                          | Baku 2015            |       |
| bieg na 3000 metrów             | 7:54,14  | Hayle İbrahimov                                                          | Baku 2015            |       |
| bieg na 5000 metrów             | 14:02,16 | Hayle İbrahimov                                                          | Baku 2015            |       |
| bieg na 110 metrów przez płotki | 14,07 s  | Dominik Siedlaczek                                                       | Baku 2015            |       |
| bieg na 400 metrów przez płotki | 50,70 s  | Martin Kucera                                                            | Baku 2015            |       |
| 3000 metrów z przeszkodami      | 8:49,83  | Nicolai Gorbusco                                                         | Baku 2015            |       |
| Sztafeta 4 × 100 metrów         | 40,25 s  | Izrael · Amir Hamidulin · Aviv Dayan · Amit Cohen · Imri Persiado        | Baku 2015            |       |
| Sztafeta 4 × 400 metrów         | 3:08,80  | Słowacja · Lukas Privalinec · Jozef Repčík · Denis Danac · Martin Kucera | Baku 2015            |       |
| Skok w dal                      | 7,64 m   | Bachana Chorawa                                                          | Baku 2015            |       |
| Trójskok                        | 16,38 m  | Nazim Babajew                                                            | Baku 2015            |       |
| Skok wzwyż                      | 2,26 m   | Matúš Bubeník                                                            | Baku 2015            |       |
| Skok o tyczce                   | 5,15 m   | Jan Zmoray                                                               | Baku 2015            |       |
| Pchnięcie kulą                  | 20,26 m  | Hamza Alić                                                               | Baku 2015            |       |
| Rzut dyskiem                    | 59,48 m  | Gerhard Mayer                                                            | Baku 2015            |       |
| Rzut oszczepem                  | 74,89 m  | Patrik Zenuch                                                            | Baku 2015            |       |
| Rzut młotem                     | 75,41 m  | Marcel Lomnický                                                          | Baku 2015            |       |

## Kobiety
| Konkurencja                     | Wynik    | Zawodnik                                                                                | Igrzyska europejskie | Uwagi |
| ------------------------------- | -------- | --------------------------------------------------------------------------------------- | -------------------- | ----- |
| bieg na 100 metrów              | 11,61 s  | Olga Lenskay                                                                            | Baku 2015            |       |
| bieg na 200 metrów              | 23,40 s  | Olga Lenskay                                                                            | Baku 2015            |       |
| bieg na 400 metrów              | 53,07 s  | Iveta Putalová                                                                          | Baku 2015            |       |
| bieg na 800 metrów              | 2:01,77  | Charline Mathias                                                                        | Baku 2015            |       |
| bieg na 1500 metrów             | 4:11,58  | Luiza Gega                                                                              | Baku 2015            |       |
| bieg na 3000 metrów             | 9:11,98  | Jennifer Wenth                                                                          | Baku 2015            |       |
| bieg na 5000 metrów             | 16:33,09 | Anita Baierl                                                                            | Baku 2015            |       |
| bieg na 100 metrów przez płotki | 13,18 s  | Beate Schrott                                                                           | Baku 2015            |       |
| bieg na 400 metrów przez płotki | 58,94 s  | Verena Menapace                                                                         | Baku 2015            |       |
| 3000 metrów z przeszkodami      | 10:30,58 | Chaltu Beji                                                                             | Baku 2015            |       |
| Sztafeta 4 × 100 metrów         | 44,92 s  | Słowacja · Lenka Krsakova · Iveta Putalová · Jana Velďáková · Alexandra Bezekova        | Baku 2015            |       |
| Sztafeta 4 × 400 metrów         | 3:35,03  | Słowacja · Sylvia Salgovicová · Alexandra Štuková · Alexandra Bezeková · Iveta Putalová | Baku 2015            |       |
| Skok w dal                      | 6,68 m   | Jana Velďáková                                                                          | Baku 2015            |       |
| Trójskok                        | 14,41 m  | Hanna Kniaziewa Minenko                                                                 | Baku 2015            |       |
| Skok wzwyż                      | 1,86 m   | Marija Vuković                                                                          | Baku 2015            |       |
| Skok o tyczce                   | 4,35 m   | Kira Grünberg                                                                           | Baku 2015            |       |
| Pchnięcie kulą                  | 14,85 m  | Kristina Rakocević                                                                      | Baku 2015            |       |
| Rzut dyskiem                    | 55,08 m  | Natalia Stratulat                                                                       | Baku 2015            |       |
| Rzut oszczepem                  | 58,00 m  | Marharyta Dorożon                                                                       | Baku 2015            |       |
| Rzut młotem                     | 69,31 m  | Martina Hrašnová                                                                        | Baku 2015            |       |